# Prosthaptus suspectus
Prosthaptus suspectus es una especie de coleóptero de la familia Cantharidae.

## Distribución geográfica
Habita en el Congo.